# Воинское кладбище № 17 (Особница)
Воинское кладбище № 17 — Особница (пол. Cmentarz wojenny nr 17 - Osobnica) — воинское кладбище, находящееся в окрестностях села Особница, Ясленский повят, Подкарпатское воеводство. Кладбище входит в группу Западногалицийских воинских захоронений времён Первой мировой войны. На кладбище похоронены военнослужащие Австро-Венгерской, Германской и Российской армий, погибшие во время Первой мировой войны 5 мая 1915 года.

## История
Кладбище было построено Департаментом воинских захоронений К. и К. военной комендатуры в Кракове в 1915 году по проекту немецкого архитектора Иоганна Егера. На кладбище площадью 214 квадратных метра находится 11 братских и 7 индивидуальных могила, в которых похоронены 77 германских, 1 австрийский и 83 русских солдат.

## Описание
Кладбище находится на окраине села Особница и имеет прямоугольную форму. На территории кладбища находится небольшая часовня неизвестного происхождения.
В 2011 году кладбище было отреставрировано и сегодня находится в хорошем состоянии.

## Источник
- Oktawian Duda: Cmentarze I wojny światowej w Galicji Zachodniej. Warszawa: Ośrodek Ochrony Zabytkowego Krajobrazu, 1995. ISBN 83-85548-33-5.
- Roman Frodyma: Galicyjskie cmentarze wojenne, tom I. Beskid niski i Pogórze. Warszawa — Pruszków: Oficyna Wydawnicza «Rewasz», 1995, s. 65. ISBN 83-85557-20-2.